# 肯塔克 (阿拉巴馬州)
肯塔克（英語：Kentuck）是一個位於美國阿拉巴馬州塔拉迪加縣的非建制地區。該地的面積和人口皆未知。

## 地理
肯塔克的座標為33°31′51″N 85°49′50″W / 33.53083°N 85.83056°W，而該地的平均海拔高度為339米（即1112英尺）。